# Lu'an
Lu'an är en stad på prefekturnivå i Anhui-provinsen i östra Kina. Den ligger omkring 94 kilometer väster om provinshuvudstaden Hefei.

## Administrativ indelning
Lu'an indelas i tre stadsdistrikt och fyra härader: 
| Namn                                              | Typ           | Kinesiska | Pinyin        | Yta (km²) | Folkmängd (2020) | Befolknings- täthet (inv/km²) |
| ------------------------------------------------- | ------------- | --------- | ------------- | --------- | ---------------- | ----------------------------- |
| Huoqiu                                            | Härad         | 霍邱县    | Huòqiū xiàn   | 3 224     | 944 985          | 293                           |
| Huoshan                                           | Härad         | 霍山县    | Huòshān xiàn  | 2 046     | 286 197          | 140                           |
| Jin'an                                            | Stadsdistrikt | 金安区    | Jīn'ān qū     | 1 655     | 829 236          | 501                           |
| Jinzhai                                           | Härad         | 金寨县    | Jīnzhài xiàn  | 3 918     | 496 501          | 127                           |
| Shucheng                                          | Härad         | 舒城县    | Shūchéng xiàn | 2 120     | 697 250          | 329                           |
| Yeji                                              | Stadsdistrikt | 叶集区    | Yèjí qū       | 566       | 216 229          | 382                           |
| Yu'an                                             | Stadsdistrikt | 裕安区    | Yù'ān qū      | 1 906     | 923 301          | 384                           |
| Jin'an Yu'an Yeji Huoqiu Shucheng Huoshan Jinzhai |               |           |               |           |                  |                               |

## Klimat
Genomsnittlig årsnederbörd är 1 373 millimeter. Den regnigaste månaden är juli, med i genomsnitt 240 mm nederbörd, och den torraste är januari, med 38 mm nederbörd.